# アドルフ・ヒトラー・シューレ
アドルフ・ヒトラー・シューレ（Adolf-Hitler-Schule、略号：AHS）とは、ヒトラー政権下のドイツでドイツ労働戦線指導者のロベルト・ライがナチ党組織部長として設立した党幹部予備軍の養成を目的とするナチ党立ギムナジウム（12歳 - 18歳の中等教育機関）である。
「アドルフ・ヒトラー学校」と訳される。

## 幹部養成機関
党幹部予備軍を育てるナチ党直属の中等教育機関として1937年1月15日に開校、1945年5月の第二次世界大戦の敗戦まで合計12校が作られた。卒業試験合格者にはアビトゥア（大学入学資格）が付与された。もし日本でこれを例えるならば、ある特定の政党が運営する寄宿制の中高一貫校と呼べる。
生徒はヒトラーユーゲントから選抜された。選別試験については下記の文献『ヒトラー政権下の日常生活』に実体験が綴られている。同校の卒業生は、6ヵ月の労働奉仕 (Reichsarbeitsdienst) と義務兵役、更に職業実践生活を経た後、20歳代半ばで最終的な党幹部養成機関であるオルデンスブルク政治指導者学校に進んだ。

## 2つの養成機関
当時ドイツにはもう一つの党幹部予備軍養成学校が存在していた。それは教育大臣ベルンハルト・ルスト(Bernhard Rust) の所管する「ナポラ」と呼ばれる国立ギムナジウムである。1933年3校から始まり、1941年には30ヵ所に増えた。同校の卒業生の進路は比較的自由であった。総合大学に入学することも許された。
これら2つのエリート学校に共通することは寄宿制により青少年に民族共同体の集団生活を体験させ、意志堅固、肉体剛健なナチス党幹部予備軍に育成することである。これら施設の多くは古城や休眠中の国家施設を改築して快適な生徒生活が提供された。しかし、第二次世界大戦後は彼らの多くは出身学校を隠さねばならなかった。

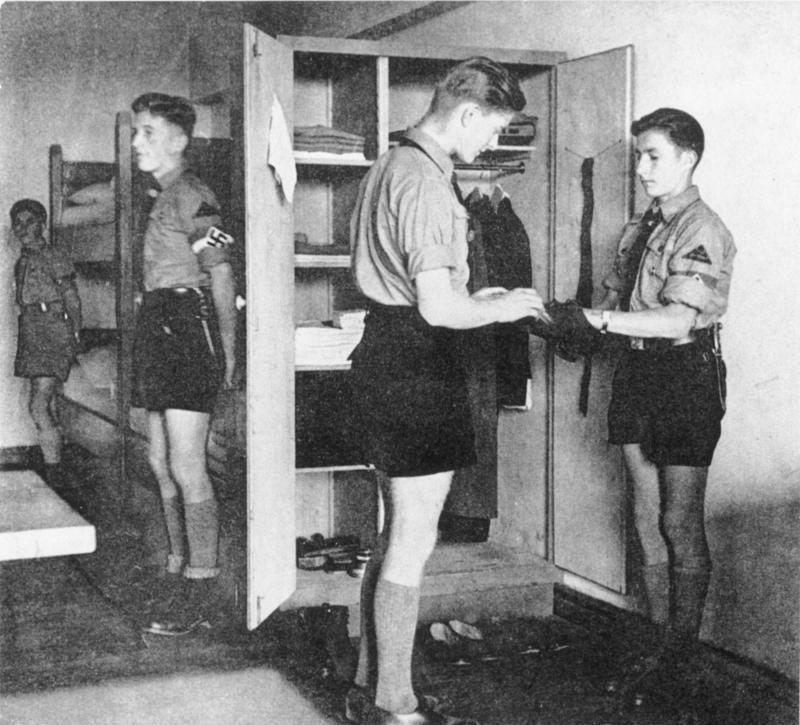
アドルフ・ヒトラー・シューレ寄宿舎でのロッカー検査
_{検査はシューレの先輩学生が行っていた。}

## 文献
- 山口定『ナチ・エリート；第三帝国の権力構造』中央公論社、1976年
- Harald Focke / Uwe Reimer 『ヒトラー政権下の日常生活；ナチスは市民をどう変えたか』山本尤 / 鈴木直（訳）、1984年、社会思想社、ISBN 4-390-60324-8
- 山本尤『ナチズムと大学；国家権力と学問の自由』1985年、中央公論社、ISBN 4-12-100775-1
- Richard Grunberger 『第三帝国の社会史』池内光久（訳）、2000年、彩流社、ISBN 4-88202-555-8